# Другий Торунський мир

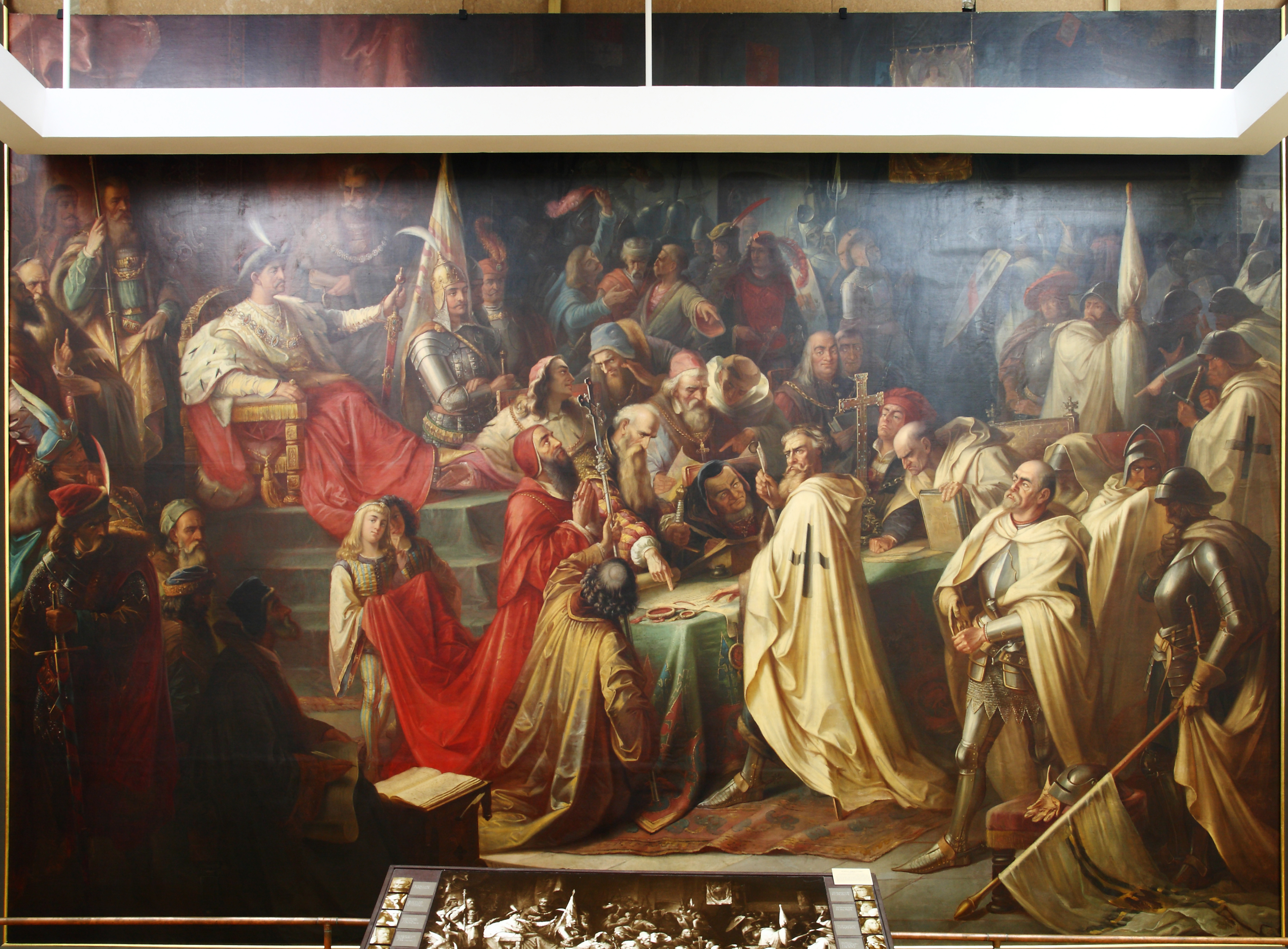
Другий Торунський мир. Картина Ярожинського, 1873

Другий Торунський мир 1466 року (нім. Zweiter Friede von Thorn, пол. Drugi Pokój Toruński) — мирна угода, підписана 19 жовтня 1466 року в містечку Торунь Польським королем та лицарями Тевтонського ордену. Мир став закінченням Тринадцятирічної війни 1454—1466 років.
Обидві сторони погодились на підтвердження умов миру папою Павлом II та імператором Священної Римської імперії Фрідріхом III. При цьому поляки наполягли, а тевтонці змушені були погодитись, що укладений мир дійсний навіть без такого підтвердження.

## Наслідки
За умовами Другого Торунського договору, Польське королівство отримало західну частину земель Тевтонського Ордену. А саме:
- Гданське Помор'я,
- Хелмінську (Кульмерланд) та Михайлівську (Любавія) землі,
- Мальборк,
- Ельблонг,
- єпископат Вармія.

Згодом ця частина володінь тевтонців отримала назву Польської або Королівської Пруссії. Тевтонський Орден визнав себе васалом польського короля.

## Виконання умов договору
Ці умови були мало до вподоби тевтонцям, тож за допомоги угорського короля Матяша Корвіна (1458—1490) орден спробував змінити умови Торунського договору 1466 року. Великий магістр Мартін Трухзес фон Ветцгаузен відмовився складати присягу королю Польщі. 1478 року він навіть зробив спробу повернути втрачені території. Польський король Казимир IV придушив це повстання після примирення з Угорщиною (Оломоуцький договір). Вже наступного 1479 року великий магістр був змушений скоритися польському суверенові. До кінця XV ст. орден лояльно виконував зобов'язання за договором.